# Енн Дудек
Енн Луїз Дудек (англ. Anne Louise Dudek; нар. 22 березня 1975, Бостон) — американська акторка польського походження. Найбільш відома роллю лікарки Ембер Волакіс (2007—2012) у телесеріалі «Доктор Хаус».

## Раннє життя
Енн Дудек народилася в місті Бостон, штат Массачусетс, зростала в місті Ньютон, в родині архітектора. Закінчила Ньютонську Північну середню школу (англ. Newton North High School) та Північно-Західний університет (Еванстон (Іллінойс)).

## Кар'єра

### Театр
Від середини 1990-х років і до кінця 2001-го року, Дудек з'являлася в різних постановках театрів на Бродвеї.

### Телесеріали
Після театрального успіху Дудек починає зніматися на телебаченні. Її можна було побачити в епізодах таких серіалів як «Відчайдушні домогосподарки», «Як я зустрів вашу маму», «Друзі», «Усі жінки — відьми», «Далека від досконалості».
2007 року Дудек потрапила в основний акторський склад телесеріалу «Доктор Хаус», у якому зіграла роль лікарки Ембер Волакіс, до якої закріпилося прізвисько Безпощадне Стерво. У телесеріалі «Таємні зв'язки» зіграла сестру головної героїні.
У 2010—2020-х роках Дудек з'являлася в багатьох популярних телесеріалах: «Криміналісти: мислити як злочинець», «Менталіст», «Майстри сексу», «Грімм», «Анатомія Грей» «Морська поліція: Новий Орлеан», «Різзолі та Айлз», «Диявол, якого ти знаєш», «Проєкт „Мінді“», «Водолій», «Лонгмаєр».
Також в акторки були помітні періодичні ролі, серед яких: Франсін Генсон — у телесеріалі «Божевільні» (2007—2014), Перл Сандерленд — у «Чарівниках» (2016—2017), Трейсі Бренд — у «Флеші» (2017), Памела Данкан — в «Детективі Босху» (2018), Кейт — у «Корпорації» (2018—2020) та Діана Овейс — у серіалі «Гасліт» (2021).

### Фільми
2004 року зіграла одну з головних ролей в детективної комедії «Білі ціпоньки».
Крім того, Енн Дудек знялася в кількох кіно- та телефільмах: «Добрий сусід», «Середня людина», «Її остання воля» (усі 2016 року), «Будинок біля озера» (2017), «Смертельний інфлюенсер» (2019) та інші.

## Особисте життя
У 2008—2016 роках Дудек була одружена з художником Меттью Геллером. У колишнього подружжя є двоє дітей: син Аківа Геллер (грудень 2008) і дочка Саскія Геллер (лютий 2012).

## Фільмографія
| Рік       |    | Українська назва                    | Оригінальна назва            | Роль                                     |
| --------- | -- | ----------------------------------- | ---------------------------- | ---------------------------------------- |
| 2022      | с  | Газлайт                             | Gaslit                       | Діана Овейс (4 епізоди)                  |
| 2018—2020 | с  | Корпорація                          | Incorporated                 | Кейт (24 епізоди)                        |
| 2019      | с  |                                     | The InBetween                | Ханна Формен (2 епізоди)                 |
| 2019      | тф | Смертельний інфлюенсер              | Deadly Influencer            | Лінн Кесслер                             |
| 2018      | кф | Міра                                | Mira                         | Кая                                      |
| 2018      | с  | Детектив Босх                       | Bosch                        | Памела Данкан (4 епізоди)                |
| 2017      | с  | Ти — найгірший                      | You're the Worst             | Вітні (3 епізоди)                        |
| 2017      | ф  | Будинок біля озера                  | House by the Lake            | Карен                                    |
| 2017      | с  | Флеш                                | The Flash                    | Трейсі Бренд (4 епізоди)                 |
| 2016—2017 | с  | Чарівники                           | The Magicians                | Перл Сандерленд (5 епізодів)             |
| 2016      | ф  | Її остання воля                     | Her Last Will                | Патриція                                 |
| 2016      | с  | Лонгмаєр                            | Longmire                     | Мелісса Парр                             |
| 2016      | с  | Водолій                             | Aquarius                     | епізод 2.05                              |
| 2016      | ф  | Середня людина                      | MiddleMan                    | Ґрейл                                    |
| 2016      | кф | Будь добрим для Рейчел              | Be Good for Rachel           |                                          |
| 2016      | с  | Проєкт «Мінді»                      | The Mindy Project            | Еден                                     |
| 2016      | ф  | Добрий сусід                        | The Good Neighbor            | Еліза                                    |
| 2015      | с  | Диявол, якого ти знаєш (мінісеріал) | The Devil You Know           | Елізабет Геторн Портер (пілотний епізод) |
| 2015      | с  | Різзолі та Айлз                     | Rizzoli & Isles              | Синтія Воллес                            |
| 2015      | с  | Морська поліція: Новий Орлеан       | NCIS: New Orleans            | Дон Лін                                  |
| 2014      | с  | Ті, Хто Вбиває                      | Those Who Kill               | Бенедікта Шеффер (9 епізодів)            |
| 2007—2014 | с  | Божевільні                          | Mad Men                      | Френсін Генсон (16 епізодів)             |
| 2014      | с  | Анатомія Грей                       | Grey's Anatomy               | Еліза Кастор                             |
| 2014      | с  | Грімм                               | Grimm                        | Віра Ґейтс                               |
| 2013      | тф |                                     | Santa Switch                 | Лінда Райбек                             |
| 2013      | с  | Майстри сексу                       | Masters of Sex               | Розалі                                   |
| 2013      | ф  | Двері                               | The Door                     | Еллен Кемфілд                            |
| 2012      | с  | Менталіст                           | The Mentalist                | Слоан Дітц                               |
| 2012      | с  | Криміналісти: мислити як злочинець  | Criminal Minds               | Емма Керріган                            |
| 2010—2012 | с  | Таємні зв'язки                      | Covert Affairs               | Даніель Брукс (32 епізоди)               |
| 2007—2012 | с  | Доктор Хаус                         | House, M.D.                  | Д-р Ембер Волакіс (19 епізодів)          |
| 2012      | с  | Приватна практика                   | Private Practice             | Лорі                                     |
| 2012      | с  | Контакт                             | Touch                        | Аллегра                                  |
| 2007—2011 | с  | Велике кохання                      | Big Love                     | Лура Грант (18 епізодів)                 |
| 2005—2010 | с  | Як я зустрів вашу маму              | How I Met Your Mother        | Наталі (2 епізоди)                       |
| 2009      | с  | Касл                                | Castle                       | Емма Карнс                               |
| 2007      | кф | Швидке побачення                    | Speed Dating                 | Емі                                      |
| 2006—2007 | с  | Великий день                        | Big Day                      | Брітані (3 епізоди)                      |
| 2007      | с  | 4исла                               | Numb3rs                      | Еммануеліна Кертленд                     |
| 2006      | ф  |                                     | And Then It Breaks           | подружка                                 |
| 2006      | с  | Закон і порядок: Злочинні наміри    | Law & Order: Criminal Intent | Даніель Мак-Каскін                       |
| 2006      | с  | 10 кроків до успіху                 | 10 Items or Less             | Лорейн                                   |
| 2006      | с  | Ясновидець                          | Psych                        | Детектив Люсінда Беррі (пілотний епізод) |
| 2006      | ф  | Парк                                | Park                         | Мередіт                                  |
| 2005      | с  | Кістки                              | Bones                        | Тесса Янков (2 епізоди)                  |
| 2005      | с  | Вторгнення                          | Invasion                     | Кеті Пекстон (2 епізоди)                 |
| 2005      | ф  | Снігове пальто                      | A Coat of Snow               | Анна-Марі                                |
| 2005      | с  | Усі жінки — відьми                  | Charmed                      | Деніз                                    |
| 2004      | тф | Виховання Льюїса                    | Educating Lewis              | Джекі                                    |
| 2004      | с  | Далека від досконалості             | Less Than Perfect            | Енні (2 епізоди)                         |
| 2004      | с  | Відчайдушні домогосподарки          | Desperate Housewives         | Бренді                                   |
| 2004      | кф | Неслухняна пані                     | The Naughty Lady             | Сара                                     |
| 2004      | ф  | Білі ціпоньки                       | White Chicks                 | Тіффані Вілсон                           |
| 2003      | с  | Друзі                               | Friends                      | Дорогенька                               |
| 2003      | ф  | Заплямована репутація               | The Human Stain              | Ліза Сілк                                |
| 2003      | с  | Клієнт завжди мертвий               | Six Feet Under               | Елісон Вілліман                          |
| 2003      | с  | Емі Справедлива                     | Judging Amy                  | Кендес Герлі                             |
| 2002—2003 | с  | Книжковий клуб                      | The Book Group               | Клер Петтенджилл (12 епізодів)           |
| 2002      | с  | Задля людей                         | For the People               | Дженніфер Картер (пілотний епізод)       |
| 2001      | с  | Швидка допомога                     | ER                           | Пола Гембл                               |
| 1997      | в  |                                     | The Iphigenia Cycle          | Іфігенія                                 |